# Пролетарск (город)
Пролета́рск (прежние названия: станица Великокняжеская до 1925 года, станица Пролетарская до 1970) — город в Ростовской области России, административный центр Пролетарского района и Пролетарского городского поселения.

## География
Пролетарск находится в 160 км к юго-востоку от Ростова-на-Дону и в 29 км к северу от города Сальска.
Город расположен на правом берегу реки Чепрак, впадающей в Весёловское водохранилище.

## История
Древняя история станицы (в дальнейшем города) берёт начало с греко-сарматского времени Донского края и раннего средневековья Хазарского Каганата и Великой Булгарии. На территории города у лимана Чепрак находилось древнее городище, представлявшее поселение-форпост на торговом пути из Кавказа. Когда-то урочище Кара-Чаплак посетил великий князь Николай Николаевич, и 3 июля 1875 года появилось высочайшее повеление царя: «Зачислить в сословие Донского казачьего войска станицу на урочище Кара-Чаплак и именовать её Великокняжеской». В 1915 году в станице Великокняжеской насчитывалось 974 двора, 31221 десятина земельного довольствия, проживало 4900 мужчин и 4400 женщин. Здесь располагались управление окружного атамана, управление окружного воинского начальника, окружной земельный совет, окружное казначейство, окружная земская больница, бактериологическая станция, станичное правление, ветеринарная лечебница, 2 церкви, реальное училище, высшее начальное женское 4-х классное училище, 2 приходских училища, ремесленная школа, заводы: 2 маслобойных, известковый, черепичный, горшечный, кирпичный, 3 паровых и 9 ветряных мукомольных мельниц, Ежегодно 30 января, в пятницу недели святой пасхи, 29 августа и 1 октября проводились ярмарки.
В 1920—1923 годах в соответствии с административно-территориальным устройством станица Пролетарская входила в состав Донской области. При этом, станица была отнесена к категории поселений городского типа.
В результате нового административного деления в июне 1924 года в Сальском округе Северо-Кавказского края был образован Пролетарский район с центром в станице Пролетарская (Великокняжеская).
17 августа 1925 года Постановлением ВЦИК станица Великокняжеская официально переименована в «Пролетарскую», так как с 1920 года она уже именовалась как Пролетарская, что подтверждается рядом документальных источников.
С 1926 года по июль 1970 года станица Пролетарская относилась к категории поселений сельского типа.
24 июля 1970 года Указом Президиума Верховного Совета РСФСР станица Пролетарская была преобразована в город районного подчинения Пролетарск.
С 2004 года в результате реформы органов местного самоуправления город Пролетарск был преобразован в городское поселение, при этом став его административным центром.

## Планировка
Станица имела чёткую планировку улиц с ровными кварталами и широкими дорогами.
Уличная сеть станицы Пролетарская на 1923 год выглядела следующим образом:
Улицы перпендикулярно расположенные по отношению реки Чепрак:
| Прежнее наименование улиц | Современное наименование улиц |
| Улица Восточная           | Переулок Восточный            |
| Улица Денисовская         | Переулок Шевкоплясова         |
| Улица Ермаковская         | Переулок Советский            |
| Улица Великокняжеская     | Проспект 50 лет Октября       |
| Улица Атаманская          | Переулок Красный              |
| Улица Платовская          | Проспект Будённовский         |
| Улица Донская             | Переулок Колпакова            |
| Улица Лесная              | Переулок Огневский            |

Улицы, расположенные параллельно реке Чепрак:
| Прежнее наименование улиц | Современное наименование улиц |
| 4-я Северная улица        | Улица Северная                |
| 3-я Северная улица        | Улица Чернышевского           |
| 2-я Северная улица        | Улица Чапаева                 |
| 1-я Северная улица        | Улица Островского             |
| Улица Потаповская         | Улица Свободная               |
| Улица Граббевская         | Улица Октябрьская             |
| Улица Власовская          | Улица Первомайская            |
| Улица Иловайская          | Улица Кривошлыковская         |
| Улица Садовая             | Улица Думенко                 |
| Улица Кутейниковская      | Улица Подтелковская           |
| Улица Базарная            | Улица Ленина                  |
| Улица Вокзальная          | Улица Пионерская              |
| Улица Полицейская         | Улица Красноармейская         |
| 1-я Южная улица           | Улица Седова                  |
| 2-я Южная улица           | Улица Южная                   |

## Население
Динамика численности населения
| 1897    | 1939    | 1959    | 1970    | 1979    | 1989    | 1992    | 1996    | 1998    |
| ------- | ------- | ------- | ------- | ------- | ------- | ------- | ------- | ------- |
| 5583    | ↗11 300 | ↘10 672 | ↗16 278 | ↗19 151 | ↗19 422 | ↗19 600 | ↗19 900 | ↘19 800 |
| 2000    | 2001    | 2002    | 2003    | 2005    | 2006    | 2007    | 2008    | 2009    |
| ↘19 600 | ↘19 500 | ↗19 572 | ↗19 600 | ↘19 400 | →19 400 | ↘19 300 | →19 300 | ↗19 369 |
| 2010    | 2011    | 2012    | 2013    | 2014    | 2015    | 2016    | 2017    | 2018    |
| ↗20 267 | ↗20 300 | ↘20 206 | ↘20 016 | ↘19 793 | ↘19 623 | ↘19 504 | ↘19 290 | ↘19 032 |
| 2019    | 2020    | 2021    |         |         |         |         |         |         |
| ↘18 781 | ↘18 671 | ↗18 983 |         |         |         |         |         |         |

Первая всеобщая перепись 1897 года
Согласно изданию под редакцией Н. А. Тройницкого «Населённые места Российской империи в 500 и более жителей с указанием всего наличного в них населения и числа жителей преобладающих вероисповеданий, по данным первой всеобщей переписи населения 1897 года»:
- XII. Донского войска область.
  - Великокняжеская, станица. Православных 5292. Мужского населения — 2936, женского населения — 2647, в общем — 5583.

Переписи населения 1920 и 1923 гг.
Согласно итогам проведённых всероссийских переписей населения 1920 и 1923 годов, Пролетарская станица указывалась как городское поселение. Численность населения в 1920 году составляла 8839 человек, а в 1923 году — 8222 человека.
Численность населения станицы Пролетарская по итогам Всероссийской переписи населения 1926 г.
| Наименование населённых пунктов, и тип их, в них казаков и главнейших народностей | Общ. Кол-во хозяйств | мужчин | женщин | Обоего пола |
| Пролетарская станица                                                              | 2523                 | 5026   | 5452   | 10478       |
| В том числе казаков:                                                              | -                    | 1811   | 2039   | 3850        |
| великороссов                                                                      | 1820                 | 3051   | 3658   | 6709        |
| украинцев                                                                         | 527                  | 933    | 1377   | 2270        |
| Пролетарский ж.д. разъезд                                                         | 9                    | 15     | 16     | 31          |
| В том числе казаков                                                               | -                    | -      | 1      | 1           |
| украинцев                                                                         | 8                    | 14     | 15     | 29          |

## Транспорт
Железнодорожный транспорт
Через город Пролетарск проходит двухпутная электрифицированная железнодорожная магистраль Сальск — Волгоград-1, на которой расположена железнодорожная станция Пролетарская Ростовского региона Северо-Кавказской железной дороги.
Автомобильный транспорт
Через территорию Пролетарского городского поселения проходят автомобильные дороги регионального значения Котельниково — Сальск — Песчанокопское и дороги местного значения.
В городе расположен Пролетарский остановочный пункт ПАО Донавтовокзал, через который осуществляется автобусное сообщение с областным центром городом Ростовом-на-Дону, а также с городами Сальск, Волгодонск и другими населенными пунктами Ростовской области и соседних субъектов.
Городской общественный транспорт представлен автобусами малой вместимости (3 маршрута) и частными такси.

## Социальная сфера
Образование
В городе имеются следующие учреждения образования: Пролетарский аграрно-технологический техникум (бывшее ПУ-94), лицей № 1, гимназия № 3, три средних школы (№ 4, 5 и 6), пять детских садов (№ 3 «Звёздочка», № 5 «Берёзка», № 6 «Улыбка», № 15 «Золотой Петушок» и № 32 «Лесная Сказка»), а также Центр дополнительного образования детей.
Медицина
На территории города Пролетарска действует МБУЗ «Центральная районная больница Пролетарского района». В своей структуре больница имеет стационар (на 174 койки, в том числе 49 дневного пребывания), приемное, терапевтическое, хирургическое, педиатрическое, гинекологическое отделения. Также в структуру больницы входит поликлиническое отделение, кабинеты которого расположены по ул. Чернышевского, 29 и ул. Свободная, 40.
Культура и спорт
- МУК Пролетарского района «Межпоселенческая центральная библиотека»
- МУК «Районный Дом Культуры Пролетарского района»
- МБУ ДО «Детская школа искусств» Пролетарского района
- МБУК «Краеведческий музей Пролетарского района»
- Плавательный бассейн «Нептун»
- МБУ ДО ДЮСШ г. Пролетарска

## Люди, связанные с городом
- Чепель Алексей Григорьевич (1918—1998) — первый секретарь Пролетарского райкома КПСС (1965—1978), при его руководстве станица Пролетарская стала городом. Почётный гражданин города Пролетарска[28].

## Достопримечательности
- Памятник первоконникам[29] на въезде в город.
- Памятник Ленину на центральной площади города (улица Пионерская).
- Памятник воинам, погибших в годы Великой Отечественной войны.

## Религия
- Храм Флора и Лавра. Храм назван в честь христианских мучеников Флора и Лавры. Первое упоминание о храме относится к 1879 году[30], тогда же и был освящён храм. При строительстве храма был сооружён один престол во имя раннехристианских великомучеников Флора и Лавра. В 1955 году здание церкви перестроили под кинотеатр Мир. Однако местная христианская община продолжала свою деятельность. На её средства был выкуплен бывший казачий курень, который затем был перестроен в молитвенный дом. А в 1989 году началось строительство новой церкви на выкупленном подворье. Строительство церкви завершилось в 1993 году. В этот год храм освятил митрополит Ростовский и Новочеркасский Владимир. При храме была открыта воскресная школа. В настоящее время старый храм признан объектом культурного наследия регионального значения и ведутся работы по его восстановлению.
- Собор Александра Невского был построен в Пролетарске и освящён в 1911 году. Высота собора составляла около 70 метров. Храм был снесён в 1936—1937 годах. В настоящее время ведутся работы по восстановлению храма[31].

## Происшествия
Утром 18 августа 2024 года в ходе российского вторжения в Украину нефтебаза вблизи Пролетарска была атакована украинскими беспилотниками. Произошёл крупный пожар, площадь пожара превысила 10 000 м², пострадали около 50 пожарных.